# أبسل (اسم)
أَبْسَل هو اسم علم مذكر من أصل عربي، وجاء الاسم على صيغة الفعل الماضي، ومعناه الذي يلقي نفسه في المهالك، المقدام، والبسالة الشجاعة، والأبسل الأشجع.

## الأصل اللغوي
لفظ أبْسَل هو من المصدر بسل. بسَل الرجلُ يَبسُل بسولًا، فهو باسل وبَسْل وبَسيل وتَبَسَّل، كلاهما: عَبَس من الغضب أَو الشجاعة، وأَسَد باسل. وتَبَسَّلَ لي فلان إِذا رأَيته كريه المَنْظَر. وبَسَّل فلان وَجْهَه تبسيلًا إِذا كَرَّهه. وتَبَسَّل وجههُ: كَرُهَتْ مَرْآته وفَظُعَتْ؛ قال أَبو ذؤَيب يصف قبرًا:فكُنْتُ ذَنُوبَ البئر لما تَبَسَّلَتْ، وسُرْبِلْتُ أَكفاني ووُسِّدْتُ ساعدي لما تَبَسَّلَت أَي كَرُهت؛ وقال كعب بن زهير: إِذا غَلَبَتْه الكأْسُ لا مُتَعَبِّس حَصُورٌ، ولا مِن دونِها يتَبَسَّلُ ورواه علي بن حمزة: لما تَنَسَّلَتْ، وكذلك ضبطه في كتاب النبات؛ قال ابن سيده: ولا أَدري ما هو. والباسل: الأَسَد لكراهة مَنْظَره وقبحه. والبَسَالة: الشجاعة. والباسل: الشديد. والباسل: الشجاع، والجمع بُسَلاء وبُسْل، وقد بَسُل، بالضم، بَسَالة وبَسَالًا، فهو باسل أَي بَطُل؛ قال الحطيئة: وأَحْلى من التَّمْر الحَلِيِّ، وفيهمُ بَسَالةُ نَفْس إِن أُريد بَسَالُها قال ابن سيده: على أَن بسالًا هنا قد يجوز أَن يعني بسالتها فحذف كقول أَبي ذؤَيب: أَلا ليْتَ شِعْري هل تَنَظَّر خالدٌ عِيَادي على الهِجْرانِ، أَم هو يائس؟ أَي عيادتي. والمُباسَلة: المصاولة في الحرب. وفي حديث خَيْفان: قال لعثمان أَمَّا هذا الحي من هَمْدانَ فأَنْجادٌ بُسْلٌ أَي شُجعان، وهو جمع باسل، وسمي به الشجاع لامتناعه ممن يقصده. ولبن باسل: كَريه الطَّعم حامض. الأَزهري في ترجمة حذق: خَلٌّ باسل وقد بَسَل بُسولًا إِذا طال تركه فأَخْلَفَ طَعْمُه وتَغَيَّر، وخَلٌّ مُبَسَّل؛ قال ابن الأَعرابي: ضاف أَعرابي قومًا فقال: ائتوني بكُسَعٍ جَبِيزات وببَسِيل من قَطَاميُّ ناقس؛ قال: البَسيلُ الفَضْلة، والقَطَاميُّ النَّبِيذ، والناقس الحامض، والكُسَعُ الكِسَرُ، والجَبِيزات اليابسات. وباسِلُ القول: شَدِيدُه وكَرِيهه؛ قال أَبو بُثَيْنَة الهُذَلي:نُفَاثَةَ أَعْني لا أُحاول غيرهم، وباسِلُ قولي لا ينالُ بني عَبْد ويوم باسل: شديد من ذلك؛ قال الأَخطل: نَفْسِي فداءُ أَمير المؤْمنين، إِذا أَبْدَى النواجِذَ يَوْمٌ باسِلٌ ذَكَرُ والبَسْل: الشِّدّة. وبَسَّلَ الشيءَ: كَرَّهه. والبَسِيل: الكَريه الوجه. والبَسِيلة: عُلَيْقِمَة في طَعْم الشيء. والبَسِيلة: التُّرْمُس؛ حكاه أَبو حنيفة، قال: وأَحسبها سميت بَسِيلة للعُلَيْقِمة التي فيها. وحَنْظَلٌ مُبَسَّل: أُكِل وحده فتُكُرِّه طَعْمُه، وهو يُحْرِق الكَبِد؛ أَنشد ابن الأَعرابي: بِئْس الطَّعامُ الحَنْظل المُبَسَّلُ، تَيْجَع منه كَبِدِي وأَكْسَلُ والبَسْلُ: نَخْل الشيء في المُنْخُل. والبَسِيلة والبَسِيل: ما يبقى من شراب القوم فيبيت في الإِناء؛ قال بعض العرب: دعاني إِلى بَسِيلة له. وأَبْسَل نَفْسَه للموتِ واسْتَبْسَل: وَطَّن نفسه عليه واسْتَيْقَن. وأَبْسَله لعمله وبه: وَكَلَه إِليه. وأَبْسَلْت فلانًا إِذا أَسلمتَه للهَلَكة، فهو مُبْسَل. وقوله تعالى: أُولئك الذين أُبْسِلوا بما كسبوا؛ قال الحسن: أُبْسِلوا أُسلِموا بجَرائرهم، وقيل أَي ارْتُهِنوا، وقيل أُهلِكوا، وقال مجاهد فُضِحوا، وقال قتادة حُبِسوا. وأَن تُبْسَل نفس بما كسَبَت؛ أَي تُسْلَم للهلاك؛ قال أَبو منصور أَي لئلا تُسْلم نفس إِلى العذاب بعَملها؛ قال النابغة الجعدي: ونَحْن رَهَنَّا بالأُفَاقَةِ عامرًا، بما كان في الدَّرْداءِ، رهنًا فأُبْسِلا والدَّرْداء: كَتيبة كانت لهم. وفي حديث عمر: مات أُسَيْد بن حُضَيْر وأُبْسِل ماله أَي أُسْلِم بدَيْنِه واسْتَغْرَقه وكان نَخْلًا فردّه عُمَر وباع ثمره ثلاث سنين وقَضى دينه. والمُسْتَبْسِل الذي يقع في مكروه ولا مَخْلَص له منه فيَسْتَسْلم مُوقِنًا للهَلَكة؛ وقال الشَّنْفَرَى: هُنَالكَ لا أَرْجُو حَياةً تَسُرُّني، سَمِيرَ الليَّالي مُبْسَلًا لجَرائري أَي مُسْلَمًا. الجوهري: المُسْتَبْسِل الذي يُوَطِّن نَفسه على الموت والضرب. وقد اسْتَبْسَل أَي اسْتَقْتَل وهو أَن يطرح نفسه في الحرب، يريد أَن يَقْتل أَو يُقْتَل لا محالة. ابن الأَعرابي في قوله أَن تُبسل نفس بما كسَبت: أَي تُحْبَس في جهنم. أَبو الهيثم: يقال أَبْسَلْته بجَرِيرته أَي أَسْلمته بها، قال: ويقال جَزَيْته بها: ابن سيده: أَبْسَله لكذا رَهِقه وعَرَّضه؛ قال عَوْف بن الأَحوص بن جعفر: وإِبْسَالي بَنِيَّ بغير جُرْمٍ بَعَوْناه، ولا بِدَمٍ قِراض وفي الصحاح: بدم مُراق. قال الجوهري: وكان حمل عن غَنِيٍّ لبني قُشَير دَم ابْني السجفية فقالوا لا نرضى بك، فرهنهم بَنِيه طلبًا للصلح. والبَسْل من الأَضداد: وهو الحَرام والحَلال، الواحد والجمع والمذكر والمؤنث في ذلك سواء؛ قال الأَعْشَى في الحرام: أَجارَتُكم بَسْلٌ علينا مُحَرَّمٌ، وجارَتُنا حِلٌّ لَكُم وحَلِيلُها؟ وأَنشد أَبو زيد لضَمْرة النهشليّ: بَكَرَتْ تَلُومُك، بَعْدَ وَهْنٍ في النَّدَى، بَسْلٌ عَلَيْكِ مَلامَتي وعِتَابي وقال ابن هَمَّام في البَسْل بمعنى الحَلال: أَيَثْبُت ما زِدْتُمْ وتُلْغَى زِيادَتي؟ دَمِي، إِنْ أُحِلَّتْ هذه، لَكُمُ بَسْلُ أَي حَلال، ولا يكون الحرام هنا لأَن معنى البيت لا يُسَوِّغُنا ذلك.وقال ابن الأَعرابي: البَسْل المُخَلَّى في هذا البيت. أَبو عمرو: البَسْل الحلال، والبَسْل الحرام. والإِبْسال: التحريم. والبَسْل أَخْذ الشيء قليلًا قليلًا. والبَسْل عُصارة العُصْفُر والحِنَّاء. والبَسْل الحَبْس. وقال أَبو مالك: البسل يكون بمعنى التوكيد في المَلام مثل قولِك تَبًّا. قال الأَزهري: سمعت أَعرابيًّا يقول لابن له عَزَم عليه فقال له: عَسْلًا وبَسْلًا أَراد بذلك لَحْيَه ولَومَه. والبَسْل ثمانية أَشهر حُرُمٍ كانت لقوم لهم صِيتٌ وذِكْر في غَطَفان وقيس، يقال لهم الهَبَاءَات، من سِيَرِ محمد بن إِسحق. والبَسْل اللَّحيُ واللَّوْمُ. والبَسْل أَيضًا في الكِفاية، والبَسْل أَيضًا في الدعاء. ابن سيده: قالوا في الدعاء على الإِنسان: بَسْلًا وأَسْلًا كقولهم: تَعْسًا ونُكْسًا وفي التهذيب: يقال بَسْلًا له كما يقال ويْلًا له وأَبْسَل البُسْرَ: طَبَخَهُ وجَفَّفَهُ. والبُسْلة، بالضم: أُجْرَة الرَّاقي خاصة. وابْتَسَل: أَخذ بُسْلَتَه. وقال اللحياني: أَعْطِ العامل بُسْلَته، لم يَحْكِها إِلا هو. الليث: بَسَلْت الراقي أَعطيته بُسْلَته، وهي أُجرته. وابْتَسَل الرجلُ إِذا أَخذ على رُقْيته أَجرًا. وبَسَل اللحمُ: مثل خَمَّ. وبَسَلني عن حاجتي بَسْلًا: أَعجلني. وبَسْلٌ في الدعاء: بمعنى آمين؛ قال المتلمس: لا خاب مِنْ نَفْعك مَنْ رَجَاكا بَسْلًا، وعادَى افيفي ُ مَنْ عاداكا وأَنشده ابن جني بَسْلٌ، بالرفع، وقال: هو بمعنى آمين. أَبو الهيثم: يقول الرجل بَسْلًا إِذا أَراد آمين في الاستجابة. والبَسْل بمعنى الإِيجاب. وفي الحديث: كان عمر يقول في آخر دعائه آمين وبَسْلًا أَي إِيجابًا يا ربّ. وإِذا دعا الرجل على صاحبه يقول: قطع افيفي مَطَاه، فيقول الآخر: بَسْلًا بَسْلًا أَي آمين آمين. وبَسَلْ بمعنى أَجَلْ. وبَسيل: قرية بحَوْرَان؛ قال كثيِّر عزة: فَبِيدُ المُنَقَّى فالمَشارِبُ دونه، فَروضَةُ بُصْرَى أَعْرَضَتْ، فَبسِيلُها («فالمشارب» كذا في الأصل وشرح القاموس، ولعلها المشارف بالفاء جمع مشرف: قرى قرب حوران منها بصرى من الشام كما في المعجم) .